# Noční penilní tumescence
Noční penilní tumescence či noční erekce je spontánní ztopoření penisu během spánku nebo při probuzení. U mužů bez fyziologické erektilní dysfunkce a netrpících úzkostí se může vyskytnout obvykle 3–5× za noc, typicky během REM fáze spánku.

## Mechanismus
Příčina noční penilní tumescence není zcela objasněna. V bdělém stavu, za přítomnosti mechanické stimulace se vzrušením nebo bez něj, je erekce iniciována parasympatickou divizí autonomní nervové soustavy s minimálním vstupem centrální nervové soustavy. Parasympatické větve vycházejí ze sakrálního plexu míšních nervů do tepen zásobujících erektilní tkáň; při stimulaci tyto nervové větve uvolňují acetylcholin, který následně způsobí uvolnění oxidu dusnatého z endoteliálních buněk v trabekulárních artériích, což nakonec způsobí tumescenci. Bancroft (2005) předpokládá, že erekci penisu trvale potlačují noradrenergní neurony locus ceruleus a že zastavení jejich výbojů, k němuž dochází během REM fáze spánku, způsobí, že – vlivem excitačního působení testosteronu – může dojít k erekci. Suh et al. (2003) považuje za příčinu noční erekce zejména spinální regulaci krční míchy.
Nervy, které řídí schopnost reflexní erekce, se nacházejí v sakrálních nervech (S2–S4) míchy. Důkazy podporující možnost, že plný močový měchýř může stimulovat erekci, existují již delší dobu a jsou charakterizovány jako „reflexní erekce“. Je známo, že plný močový měchýř mírně stimuluje nervy ve stejné oblasti. Možnost, že plný močový měchýř vyvolává erekci, zejména během spánku, je možná dále podpořena příznivým fyziologickým účinkem erekce, která brzdí močení, a tím pomáhá předcházet noční enuréze. Nicméně vzhledem k tomu, že u podobný jev je znám i u žen (noční tumescence poštěváčku), prevence noční enurézy (pomočování) pravděpodobně není jedinou podpůrnou příčinou.

## Studie
Ve studii publikované v roce 1972 byla v období puberty průměrná doba tumescence za noc 159 minut; průměrná doba REM fáze spánku byla 137 minut. Průměrná doba souběžné REM fáze a penilní tumescence činila 102 min. Účastníci studie měli v průměru 6,85 epizod tumescence za noc a z toho 5,15 epizod se odehrálo během REM spánku. Epizody tumescence během REM fáze trvaly v průměru 30,8 minuty, zatímco epizody, ke kterým došlo bez přítomnosti REM, trvaly v průměru 11,75 min. Účastníci studie měli nejméně čtyři období REM za noc a nejméně tři epizody tumescence.
Z jiné studie provedené v roce 1988 s osobami staršího a seniorského věku vyplynulo, že frekvence a trvání noční penilní tumescence se s věkem postupně snižuje; nezávisle na fázích spánku. Na rozdíl od mladších věkových skupin nebyla u většiny osob starších 60 let (ač sexuálně aktivních) plná erekce ve spánku zaznamenána.

## Patologické varianty
Na rozdíl od fyziologické penilní tumescence jsou bolestivá erekce ve spánku (SRPE) a rekurentní priapismus mnohem vzácnějšími patologickými erekcemi, které vedou ke špatnému spánku a denní únavě a dlouhodobé kardiovaskulární morbiditě. SRPE je vzácná parasomnie spočívající v noční penilní tumescenci doprovázené bolestí, která jedince budí. Vyskytuje se převážně během REM spánku, bez zjevného základního onemocnění nebo anatomických abnormalit penisu. Naopak rekurentní priapismus se může spontánně objevit kdykoli během dne, ale častěji se tak děje během REM spánku. Rekurentní (opakovaný) priapismus je podtyp ischemického priapismu, který je charakterizován opakovanými, samovolně se opakujícími bolestivými erekcemi, které často vyžadují opatření (kompresi, studené obklady nebo studenou sprchu, vyprazdňování nebo cvičení atd.), které napomáhají detumescenci. Při ischemickém priapismu je zduřen penis, jeho žalud však nikoli. Další vzácnější varianta priapismu je sekundárně způsobena tupým poraněním perinea nebo penisu; poranění kavernózní tepny může vést ke vzniku arterio-lakunární píštěle, která má za následek vysoký průtok krve, a tedy tumescenci. Tumescence trvající déle než čtyři hodiny obvykle vyžaduje lékařské ošetření. V současné době nebyl stanoven konsenzus pro léčbu SRPE. Nejčastěji užívaným lékem jsou baklofenové tablety užívané před spaním.

## Diagnostický význam
Existenci a předvídatelnost noční tumescence využívají sexuologové k určení, zda je daný případ erektilní dysfunkce psychologického nebo fyziologického původu. Pacient s erektilní dysfunkcí je vybaven elastickým zařízením, které během spánku detekuje změny obvodu penisu a zaznamenává data k pozdější analýze. Pokud je zjištěna noční tumescence, předpokládá se, že erektilní dysfunkce je způsobena psychosomatickým faktorem, například sexuální úzkostí; pokud ne, předpokládá se, že je na vině fyziologická příčina.